# Franz Dabeck
Franz Dabeck SVD (* 6. Juli 1900 in Nottuln, Nordrhein-Westfalen; † 12. Dezember 1984) war ein deutscher katholischer Priester und ein Angehöriger der Gesellschaft des Göttlichen Wortes, der sich neben seinen ihm vom Orden übertragenen Aufgaben als Erzieher, Lehrer und Seelsorger im Rahmen seiner Bibelexegese intensiv der Arithmologie und der hellenistischen Wortzahlenmystik widmete.
Wegen seiner entschiedenen Gegnerschaft zum Nationalsozialismus wurde er vom NS-Regime verfolgt und von 1942 bis 1945 als Schutzhäftling im Pfarrerblock des Konzentrationslagers Dachau gefangen gehalten. Während der Lagerhaft zog er sich lebenslang anhaltende seelische und körperliche Leiden zu.

## Herkunft, Schule und Studium
Franz Dabeck war der Sohn eines münsterländischen Försters. Nach dem Besuch der Volksschule wechselte er in das Internat der Steyler Missionare im holländischen Steyl, wo er die deutsche Auslandsschule des Ordens, das St. Michael-Gymnasium besuchte. In Steyl trat er auch in den Orden ein. Es folgten die Studien der Theologie und Philosophie mit einer ordensüblichen besonderen Vertiefung der völkerkundlichen und religionsgeschichtlichen Ausbildung.

## Priester, Lehrer und Erzieher
Am 30. September 1928 wurde Franz Dabeck im Missionshaus St. Rupert bei Bischofshofen / Salzburger Land zum Priester geweiht. Ab 1926 war Franz Dabeck zunächst Lehrer und Erzieher in der Schule oder dem Internat des Missionshauses St. Rupert eingesetzt. Anschließend übertrug ihm der Orden entsprechende Aufgaben in dem 1931 gegründeten Missionshaus St. Severin in Fürstenfeld / Oststeiermark sowie im Missionshaus St. Imre Kőszeg / Ungarn.

## Verhaftung durch die Gestapo und KZ-Aufenthalt
Nach Franz Dabecks eigenen Darstellungen führte eine Auseinandersetzung mit einer bekennenden Nationalsozialistin zu seiner Verhaftung und Internierung durch die Gestapo. Während seines Heimaturlaubs hatte diese Verwandte seiner Familie am Elternhaus des Priesters anlässlich des Geburtstags von Adolf Hitler eine Hakenkreuzfahne gehisst. Da Franz Dabeck das Zeigen „dieses Symbols des Unglaubens“ an seinem Elternhaus nicht dulden wollte und die Frau ihm, der „nur Gast im Hause“ wäre, das Recht der Entscheidung absprach, kam es zwischen ihnen zu einem heftigen Streit. Die Anzeige der Frau führte schließlich  am 26. Mai 1942 zu einer Vorladung von Franz Dabeck durch die Gestapo in Münster, wo er unmittelbar in ‚Schutzhaft’ genommen wurde. Während der Zeit der Inhaftierung im Gefängnis Münster versuchte der zuständige Gestapomann Dehm, Franz Dabeck für eine Zusammenarbeit mit der NSDAP zu gewinnen. Als dies nicht zum Erfolg führte, wurde der Pater am 25. September 1942 in das Konzentrationslager Dachau überstellt.
Bereits bei seiner Ankunft im KZ Dachau wurde Franz Dabeck von einem SS-Mann der Hut vom Kopf geschlagen. Anschließend war er den für Neuankömmlinge üblichen demütigenden, willkürlichen Aufnahme- und Ausstattungsprozeduren als KZ-Häftling ausgesetzt. Seine Unterbringung erfolgte im Pfarrerblock. Er war zunächst dem Arbeitskommando „Plantage“ zugeteilt, in dem vor allem Priester eingesetzt waren. Die schwere Feldarbeit bei schwierigsten Arbeits- und Witterungsbedingungen führte bei der völlig unzulänglichen Ernährung sehr schnell zu seiner körperlichen Erschöpfung, wobei ihn die ab Oktober 1942 erlaubten Lebensmittelpakete seiner Familie sowie seine Versetzung in ein leichteres Arbeitskommando vor einem völligen Zusammenbruch retteten.
Im Januar 1943 wurde im KZ Dachau wegen der anhaltenden Typhusepidemie eine Quarantäne verhängt, so dass die Häftlinge in dieser Zeit nicht zur Arbeit außerhalb ihrer jeweiligen Blocks ausrücken mussten. Pater Dabeck nutzte diese Zeit für Vorträge über die Geheimnisse der Zahlenmystik, die er vor seinen geistlichen Mithäftlingen in der Kapelle des Pfarrerblocks hielt.
Während seiner Lagerhaft war Pater Dabeck in verschiedenen Arbeitskommandos, unter anderem in der zentral vom KZ Dachau aus geleiteten Besoldungsstelle der SS zur Arbeit eingesetzt. Anfang 1945 zog er sich eine schwere Nierenentzündung zu, die sich wegen unzureichender Behandlung zunehmend verschlimmerte. Zum Zeitpunkt größter Lebensgefahr wurde er am 27. März 1945 mit einer Anzahl weiterer Priesterhäftlinge aus dem KZ Dachau entlassen.

## Nach der Haft und der Befreiung von der nationalsozialistischen Diktatur
Noch am Tag seiner Entlassung aus dem KZ Dachau wurde Pater Dabeck zur Behandlung in das Krankenhaus in Schwabing gebracht, wo ihm 13 Liter Wasser abgenommen werden mussten.
Nach seiner Rückkehr in die Heimat wurde Pater Dabeck von seinem Orden wieder mit seelsorgerischen Aufgaben beauftragt. 1951 musste er sich wegen der Folgen seiner KZ-Haft ins Missionshaus St. Augustin zurückziehen, wo er sich fortan nur noch der Bibelexegese und seinem persönlichen Forschungsschwerpunkt, der Arithmologie und der hellenistischen Wortzahlenmystik, widmete.

## Veröffentlichungen
- Neuorientierung in der Auslegung des Wortes Gottes. In: Verbum SVD, herausgegeben vom Institutum Missiologicum Societatis Verbi Divini, ISSN 0042-3696, Jg. 28 (1987), Heft 4, S. 393ff.